# Avelino
Avelino es un nombre propio masculino de origen latino. Su significado es "procedente de avellanas".

## Santoral
10 de noviembre: san Andrés Avelino.

## Variantes
- Femenino: Avelina.

### Variantes en otros idiomas
| Variantes en otras lenguas | Variantes en otras lenguas |
| -------------------------- | -------------------------- |
| Español                    | Avelino                    |
| Español                    | Abelino                    |
| Asturiano                  | Avelino                    |
| Valenciano                 | Aveŀino                    |
| Euskera                    | Abelino                    |
| Francés                    | Avellino                   |
| Gallego                    | Avelino                    |
| Italiano                   | Avellino                   |
| Portugués                  | Avelino                    |